# Samtgemeinde Bodenwerder-Polle
La Samtgemeinde Bodenwerder-Polle est une Samtgemeinde, c'est-à-dire une forme d'intercommunalité de Basse-Saxe, de l'arrondissement de Holzminden, au nord de l'Allemagne. Elle regroupe 11 municipalités.